# Thannhausen (Germania)
Thannhausen è un comune tedesco di 6 067 abitanti, situato nel land della Baviera.